# Pseudolimnophila legitima
Pseudolimnophila legitima är en tvåvingeart som beskrevs av Alexander 1931. Pseudolimnophila legitima ingår i släktet Pseudolimnophila och familjen småharkrankar. Inga underarter finns listade i Catalogue of Life.